# Mazsalacas novads
Mazsalacas novads was tussen 2009 en medio 2021 een gemeente in Vidzeme in het noorden van Letland. De hoofdplaats was Mazsalaca.
De gemeente ontstond in 2009 bij een herindeling uit de samenvoeging van de stad Mazsalaca (met omliggend gebied) en de landelijke gemeenten Ramata, Sēļi en Skaņkalne.
In juli 2021 ging Mazsalacas novads, samen met de "republieksstad" Valmiera en de gemeenten Beverīnas novads, Burtnieku novads, Kocēnu novads, Naukšēnu novads, Rūjienas novads en Strenču novads, op in de nieuwe gemeente Valmieras novads.
In de omgeving van Mazsalaca zijn resten aanwezig van graven van mensen uit de Jonge Steentijd. Deze graven dateren van circa 3000 v.C..
Mazsalaca werd in 1224 door Duitse immigranten gesticht en heette oorspronkelijk Salisburg. De plaats had van 1937 tot 1977 een spoorwegstation, en enige textielindustrie, die na 1990 verdwenen is. Het 18e-eeuwse voormalige kasteel Salisburg is met subsidie van partnerstad Harsewinkel gerestaureerd en tot schoolgebouw verbouwd.
De stad Mazsalaca heeft een jumelage met Harsewinkel in Duitsland.

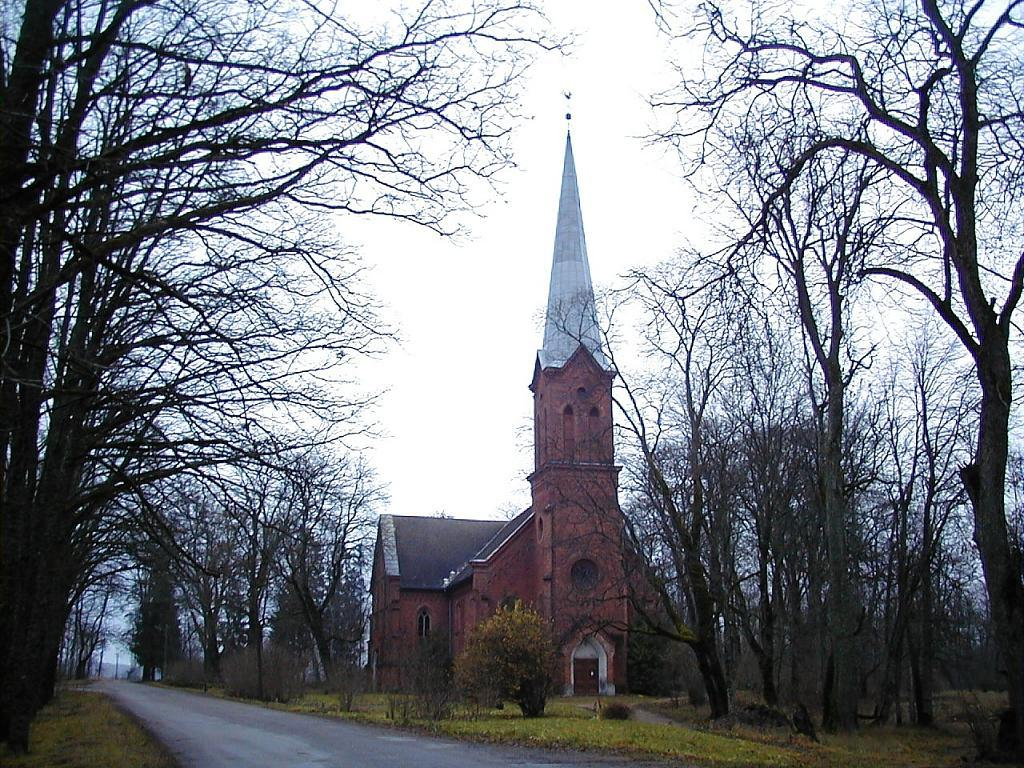
Lutherse kerk (18e eeuw) te Mazsalaca stad
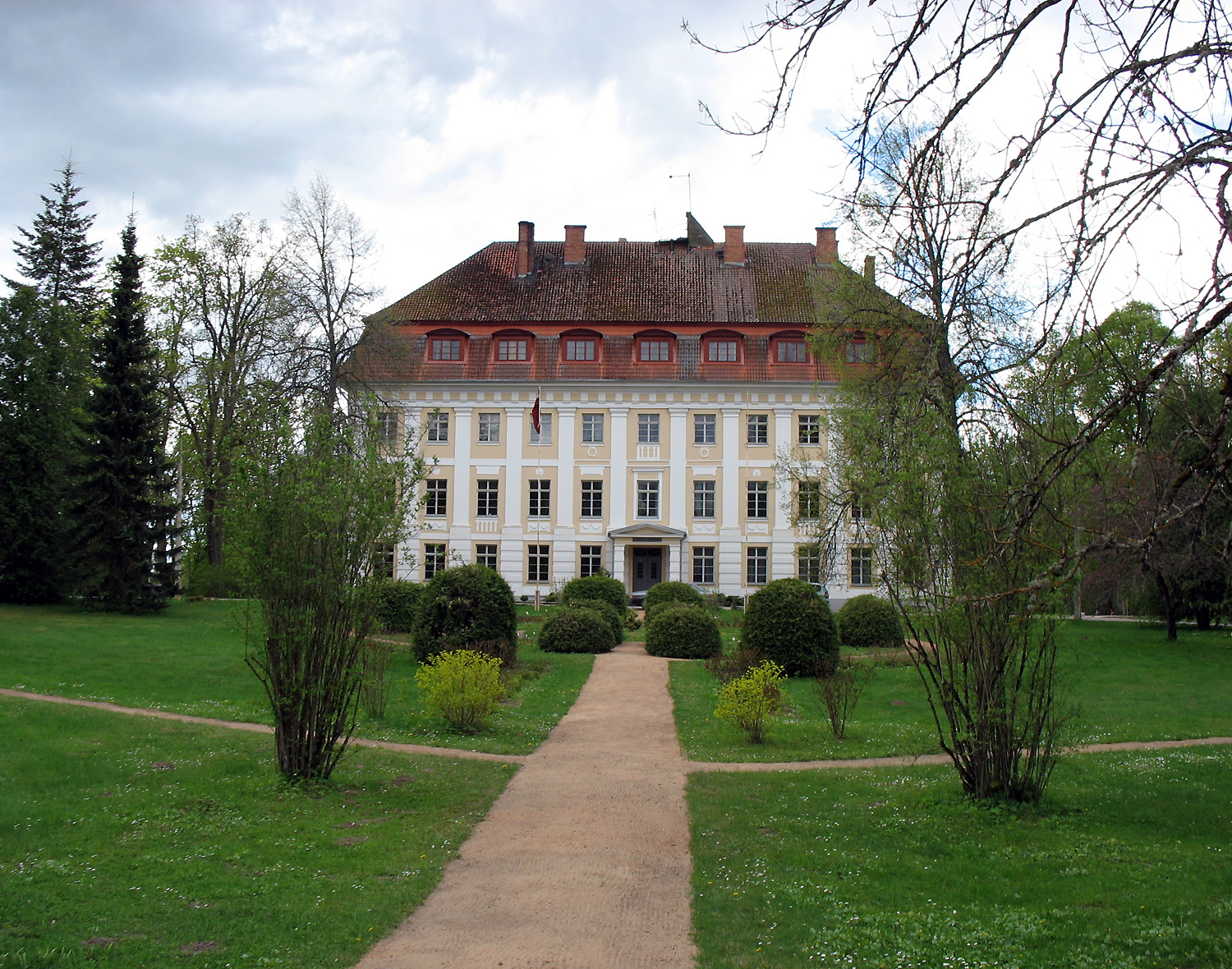
Voormalig 18e-eeuws kasteel Salisburg

Steden van de Republiek (republikas pilsētas):

Daugavpils · Jēkabpils · Jelgava · Jūrmala · Liepāja · Rēzekne · Riga · Valmiera · Ventspils

Gemeenten (novadi):

Aglona · Aizkraukle · Aizpute · Aknīste · Aloja · Alsunga · Alūksne · Amata · Ape · Auce · Ādaži · Babīte · Baldone · Baltinava · Balvi · Bauska · Beverīna · Brocēni · Burtnieki · Carnikava · Cēsis · Cesvaine · Cibla · Dagda · Daugavpils · Dobele · Dundaga · Durbe · Engure · Ērgļi · Garkalne · Grobiņa · Gulbene · Iecava · Ikšķile · Inčukalns · Ilūkste · Jaunjelgava · Jaunpiebalga · Jaunpils · Jēkabpils · Jelgava · Kandava · Kārsava · Kocēni · Koknese · Krāslava · Krimulda · Krustpils · Kuldīga · Ķegums · Ķekava · Lielvārde · Līgatne · Limbaži · Līvāni · Lubāna · Ludza · Madona · Mālpils · Mārupe · Mazsalaca · Mērsrags · Naukšēnu · Nereta · Nīca · Ogre · Olaine · Ozolnieki · Pārgauja · Pāvilosta · Pļaviņas · Preiļi · Priekule · Priekuļi · Rauna · Rēzekne · Riebiņi · Roja · Ropaži · Rucava · Rugāji · Rundāle · Rūjiena · Salacgrīva · Sala · Salaspils · Saldus · Saulkrasti · Sēja · Sigulda · Skrīveri · Skrunda · Smiltene · Stopiņi · Strenči · Talsi · Tērvete · Tukums · Vaiņode · Valka · Varakļāni · Vārkava · Vecpiebalga · Vecumnieki · Ventspils · Viesīte · Viļaka · Viļāni · Zilupe